# Bathione magnafolia
Bathione magnafolia là một loài chân đều trong họ Bopyridae. Loài này được Rom n-Contreras & Boyko miêu tả khoa học năm 2007.